# 149160 Geojih
149160 Geojih este o planetă minoră (asteroid), cu un diametru de 5,399 km, din centura de asteroizi. A fost descoperită pe 1 aprilie 2002 la Observatorul Kleť de Observatorul Kleť. 
Obiectul prezintă o orbită caracterizată de o semiaxă mare de 2,7892143602266 UAi, o excentricitate de 0,07, o înclinație de 4,5 ° în raport cu ecliptica.